# 卡拉穆什
卡拉穆什是葡萄牙波尔图区的一个堂区。总面积3.54平方公里，总人口1974人，人口密度557.6人/平方公里。